# كارلوس بوسكيد
كارلوس بوسكيد (1970 - 29 مارس 2021) كاتب ومنتج إذاعي ومهندس وأستاذ جامعي أرجنتيني في قسم الهندسة بجامعة قرطبة.

## النشأة
ولد كارلوس سيباستيان بوسكيد في مدينة بريسيدينسيا روكي ساينز بينيا في مقاطعة تشاكو الأرجنتين في عام 1970. وعاش هناك حتى سن الخامسة عشرة، عندما انتقل إلى مدينة قرطبة وأنهى تعليمه الثانوي. درس الهندسة الميكانيكية في قرطبة وتخرج وحاول دراسة الأدب، لكنه ترك الدراسة بعد أشهر قليلة من بدئها. بين عامي 2006 و2007 استقر في مدينة بوينس آيرس.

### العمل
درس بوسكيد في الجامعة التكنولوجية الوطنية في بوينس آيرس، بالإضافة إلى السفر مرتين شهريًا إلى مدينة قرطبة لإعطاء دروس هناك. وكان أيضًا عضوًا في اللجنة التنفيذية لـ إدوتن، ودار النشر التابعة لشبكة يو تي.
ككاتب ، نشر بوسكيد في عام 2009 كتابه الأول رواية تحت هذه الشمس الهائلة، في دار النشر الإسبانية أنغراما. كانت في الدور نصف النهائي لجائزة هيرالد في عام 2008، ومترجمة إلى الإنجليزية والإيطالية والفرنسية والألمانية، وتم تحويلها لاحقًا إلى فيلم لإسرائيل أدريان كايتانو في عام 2017، تحت عنوان إل أوترو هيرمانو. بعد تسع سنوات في عام 2018 نشر الكاتب كتابه الثاني والأخير، الرواية الواقعية ماغنتيزادة. في بداية عام 2019 واجه بوسكيد دعوى قضائية بتهمة الاعتداء الجنسي بعد إدانته من قبل امرأة في مكتب مكافحة العنف المنزلي في مدينة بوينس آيرس. بعد ذلك صدر أمر تقييدي محيطي على الكاتب، ورد عليه بحظر الاتصال المتبادل مع المشتكي بعد أن اتصلت به في مايو 2019. بعد أن أُتيحت لصاحبة الشكوى إمكانية رفع دعوى جنائية وكان بوسكيد قد ندد بعدم حدوث الوقائع ، وتم رفع القضية.